# Leucaena mixtec
Leucaena mixtec är en ärtväxtart som beskrevs av C.E.Hughes och S.A.Harris. Leucaena mixtec ingår i släktet Leucaena och familjen ärtväxter. Inga underarter finns listade i Catalogue of Life.